# ライ・チャン
ライ・チャン（LaiChan、1988年10月24日 - ）は、モデル、タレント。台湾出身。ジャパン・ミュージックエンターテインメント（エキサイティング・トリガー）所属。

## 来歴・人物
17歳まで Jr.テニスプロとして世界ツアーを回り活躍。その後、日本の名門校である岡山学芸館高等学校にスカウトされ来日。
高校卒業後、日本大学文理学部体育学科に進学。インターハイ出場。インターカレッジ選手として出場し（シングルベスト16）、団体戦メンバーとして貢献。
- テニス戦績
  - 台湾国内シングルランキング5位、ダブルスランキング1位[1]
  - 全国選抜高等学校テニス大会中国地区大会優勝（中国地区1位）[1]
  - インカレ（大学時代）シングルベスト16[1]

特技はテニス、中国語、日本語、英語。
趣味はランニング、テニス、キックボクシング、ゴルフ、一人旅。

## 出演

### 雑誌
- Tarzan（マガジンハウス） - レギュラー（ターザントレイルズ企画「たーとれ女子部」の代表メンバー）
  - Tarzan Trails 女子部代表ふたりを紹介します。（2018年747号）
  - Tarzan Trails 初心者女子が知っておくこと。（2018年751号）
  - Tarzan Trails 樹海トレイル、その先は大阪だよ。（2018年-2019年特大合併755号）
  - Tarzan Trails たーとれ女子部/湖のたまごストリートに出たよ。（2019年757号）
  - <HOKA ONE ONE>を履くと、あれ、足が前に出てしまう!（2019年759号）
  - Tarzan Trails 川から山へ、そして太平洋へ。（2019年760号）
  - Tarzan Trails 赤ぼっこと機動隊モニュメント。（2019年765号）
  - Tarzan Trails はじめてのレースは戸隠TMT。（2019年768号）
  - Tarzan Trails 尾根道をつなぎつないで高尾へ。（2019年774号）
  - GPSつき心拍計を使えば効率よく「走って痩せる」。（2019年775号）
  - みんなランニングだよ。（2020年781号）
  - Tarzan Trails 横浜のトレラン公園ふたつつなぎ。（2020年782号）
  - Tarzan Trails 北斎とマグロの岩礁の道。（2020年786号）
- Waggle（ワッグル）（実業之日本社） - GIRL 気になるあの娘のゴルフウェア（2020年7月号）

### テレビ番組
- はやく起きた朝は… サマースペシャル（2018年9月1日、フジテレビ） - 磯野貴理子の中国語講師
- 全力坂（テレビ朝日）
  - 2019年4月11日 No.2447 徳丸三丁目の坂
  - 2019年4月26日 No.2456 徳丸八丁目の坂
  - 2019年5月8日 No.2462 徳丸四丁目の坂

### CM
- 『LOVE CHROME』（YC・Primarily） - アジアンビューティー 役

### イベント
- かすみがうらマラソン兼国際盲人マラソン2019 H.I.S.のゲストランナー（2019年4月14日）
- Water Run ウォーターランフェスティバル2019 ゲスト出演（2019年7月28日）

### WEB
- 東京ルッチ「ライ・チャンがゆく!」不定期連載中（2018年4月 - ）